# Drabescus piceatus
Drabescus piceatus är en insektsart som beskrevs av Kuoh 1985. Drabescus piceatus ingår i släktet Drabescus och familjen dvärgstritar. Inga underarter finns listade i Catalogue of Life.